# じゅういっちゃん
じゅういっちゃんは、日本BS放送（BS11）の公式ラビットマスコットキャラクター。耳の形が『11』になっているウサギ。じゅういっちゃんの声は声優の佐藤ミチルが担当している。ツイッターの公式アカウントも開設されている。

## 生年月日
1999年8月23日がじゅういっちゃんの誕生日になっている。この日は、現在BS11を放送している日本BS放送（当時は『日本ビーエス放送企画』）が設立された日である。

## 名称について
名称は2015年3月に約3万件の公募の中から決定された。
名称が決定していなかった頃は「イレブンウサギ」「イレサギ」「ブンサギ」などと呼ばれていたが、これらで呼ばれることを嫌がっていた。

## 出演番組
- イチ押し!イレブン
- じゅういっちゃんの部屋
- らじおBS11

## 渋谷DHCビジョンの時報
渋谷DHCビジョンには毎時11分になると、じゅういっちゃんの時報のCMが流れる。

## 夢
「全国無料テレビ『BS11』をたくさんの人に知ってもらって、見てもらって、『みんなほっこり』を合言葉に、みんなを幸せにすること」と語っている。